# Газман, Олег Семёнович

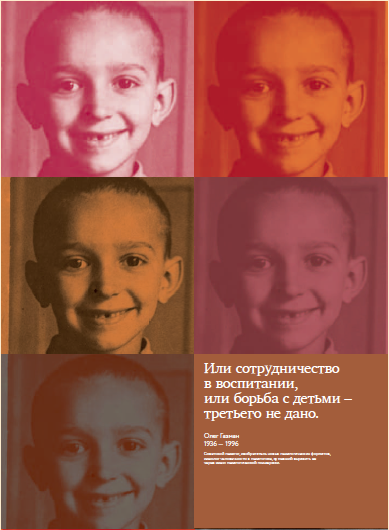
Арт-коллажи из Института образования НИУ ВШЭ

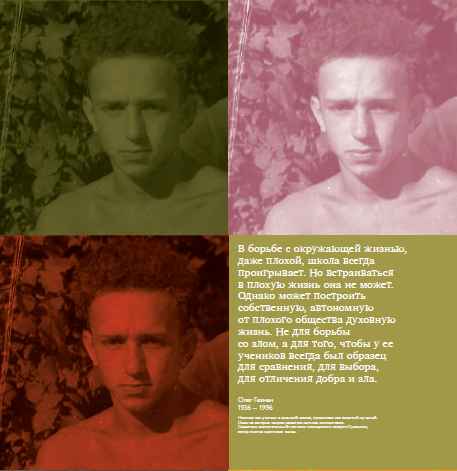
Арт-коллажи из Института образования НИУ ВШЭ

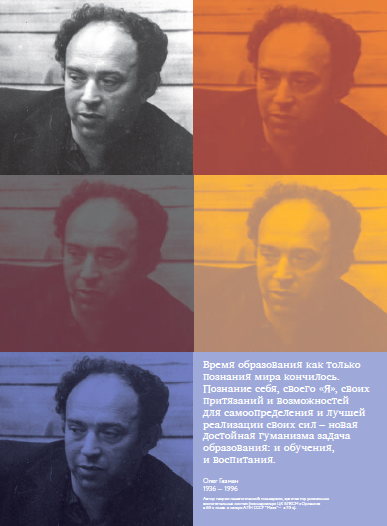
Арт-коллажи из Института образования НИУ ВШЭ

Олег Семёнович Газман (21 января 1936 — 30 августа 1996) — учёный, педагог, общественный деятель-реформатор,публицист. Автор многих произведений, и др. Поэт и музыкант, автор песен «Вожатская лирическая», «Марш вожатых», «Синеглазая», «Года, года…» и др.
Главное слово Газмана-воспитателя — свобода. Он называл её базовой потребностью и ближайшей зоной развития ребёнка: «Взросление — это борьба за свободу». Если мы принимаем эту логику, то целиком и полностью меняем смысловое поле воспитания, его стратегию: "Открытое воспитание (…) следует формуле: «Сначала свобода, а лишь потом подчинённая ей педагогика необходимости; сначала личность, потом коллектив, общество; сначала человек, а лишь затем потребный ему предметный мир». («Свобода ребёнка в образовательном процессе», 1991).
Олег Семенович писал в своих исследованиях о человеке как об индивидуальности, экзистенциальном существе (независимом, самосущем, свободном) в высшем по сравнению с его биологической и социальной природой проявлении человеческого. Индивидуальность соотносится с глубинным или духовным сознанием. Эти теоретические размышления легли в основу современных исследований в области педагогики развития и педагогики сознания.

## Биография
Олег Семёнович Газман родился в 1936 году в Полоцке, в семье кадрового офицера.
В 1960 году окончил историко-филологический факультет Новосибирского государственного педагогического института. В студенческие годы под руководством С. А. Шмакова работал вожатым в п/л им. Константина Заслонова под Новосибирском.
До 1963 года работал директором Верх-Каргатской школы Здвинского района Новосибирской области.
С 1963 г. по 1967 г. принимает участие в создании уникальной воспитательной системы Всероссийского п/л ЦК ВЛКСМ «Орленок» — заместитель начальника по воспитательной части (1964—1965), первый директор орлятской школы (с 1964 г.), в летний сезон — начальник лагерей «Солнечный» (1963) и «Комсомольский» (1966).
В 1968—1969 годах — преподаватель кафедры педагогики Липецкого государственного педагогического института.
1969—1972 г.г. — аспирант Научно-исследовательского института общих проблем воспитания АПН СССР. Диссертация «Детский коллектив как субъект и объект воспитания» (1974), научный руководитель — Новикова Л. И.
В 1973—1990 г.г. — ст. научный сотрудник, зав. Лабораторией игры и воспитания НИИ ОПВ АПН СССР.
С 1972 по 1985 год совмещает научную деятельность с работой в должности начальника подмосковного п/л «Маяк» Академии педагогических наук СССР.
В переломные для отечественного образования 1988 — 89 гг. — один из лидеров Временного научно-исследовательского коллектива «Школа» по выработке концепции реформирования общего среднего образования (им написан раздел концепции «Перестройка воспитания в школе»).
В феврале 1988 г. проводит во Всероссийском лагере «Орленок» Всесоюзный съезд работников летнего отдыха детей (проектировочная игра «Лагерь будущего»). Там же в июне 1989 г. — руководит проведением Всероссийского Сбора-семинара сторонников коммунарского движения «Сотрудничество» https://www.bsu.by/Cache/pdf/54263.pdf.
С 1990 по 1992 г. — советник министра образования Э. Д. Днепрова. В 1992 году избран членом-корреспондентом Российской академии образования.
С 1990 по 1996 г. — заведует отделом инноваций в воспитании Института педагогических инноваций Российской академии образования, реализует широкомасштабный эксперимент по внедрению в школы России должности освобождённого классного воспитателя.
В начале 1990-х годов возглавил всероссийский эксперимент «Классный воспитатель», в котором приняли участие руководители региональных областей, городов, школьные администраторы и педагоги. В результате в «Перечень должностей» была внесена должность «Классный воспитатель», получившая признание в 1990-х — начале 2000 годов, разработаны методические рекомендации, пособия, раскрывающие содержание его деятельности.
Усилиями продолжателей и учеников по инициативе Н. Б. Крыловой в 2006 году, уже после кончины Газмана, увидело свет учебное пособие для студентов, посвященное индивидуальной педагогической поддержке ребёнка в образовании.

## Книги и публикации[2]
(Гаманин О. — псевдоним Олега Семёновича Газмана).
Наиболее полное собрание трудов О. С. Газмана, подготовленное А. Н. Тубельским и А. О. Зверевым (сын), вышло посмертно («Неклассическое воспитание», М., МИРОС, 2002).
Газман О. С. Воспитание и педагогическая поддержка детей в образовании //М.: Педагогика. — 1996.
«Неклассическое воспитание», М., МИРОС, 2002

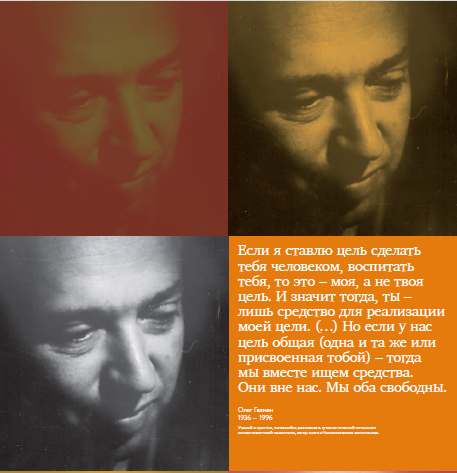
Арт-коллажи из Института образования НИУ ВШЭ

- Газман О. С. Детский коллектив как субъект и объект воспитания. (На материале воспитательной работы со старшеклассниками в условиях летнего лагеря): Автореферат дис. на соискание ученой степени кандидата педагогических наук. (13.00.01) / Науч.-исслед. ин-т общих проблем воспитания Акад. пед. наук СССР. — Москва : [б. и.], 1974.
- Гаманин О., Матвеев В. Дети с нами и без нас. — М.: Знание, 1975. 95 с.
- Гаманин О., Матвеев В. Творчески! Иначе зачем? / Песня серебряных горнов. Сборник. М.: Мол. гвардия, 1975, с.97-154.
- Гаманин О., Матвеев В. Обычная средняя… — М.: Знание, 1976, 96 с.
- Воспитание гражданина / Сб. ст. под ред.: О. С. Гаманина, В. Ф. Матвеева. — Москва : Педагогика, 1978. — 190 с. — (Библиотека для родителей)
- Газман О. С., Матвеев В. Ф. Педагогика в пионерском лагере: из опыта работы Всероссийского пионерского лагеря «Орленок» — М.: Педагогика, 1982.
- Гаманин О. С., Матвеев В. Ф. Пионерское лето в вопросах и ответах — Москва : Молодая гвардия, 1984. — 127 с. — (Библиотечка вожатого).
- Газман О. С. Проблема формирования личности школьника в игре // Педагогика и психология игры. — Новосибирск, 1985.
- Газман О. С., Харитонова Н. Е. Воспитательные возможности коллективной игры // УГ — 1985. — 11 июня.
- Гаманин О., Матвеев В. Всего три года //УГ. — 1986. — 5 апр.
- Гаманин О. Романтика с паровым отоплением //КП
- Гаманин О., Подболотова Р. Самоуправление и сотрудничество: Опыт передачи опыта //УГ. — 1986. — 29 нояб.
- Гаманин О. Пятая школа, есть вопросы //УГ.- 1986. — 29 мар.
- Гаманин О. Ответственность совести //УГ. — 1987. — 2 сент.
- Газман О. Коллективное творческое: рассказ о том, как родилась и развивалась методика коллективного творческого воспитания И. П. Иванова //УГ. — 1987. — 17 дек.
- Газман О. С. (в составе авторского коллектива) Салют, «Орлёнок»!, или путешествие в педагогику боевой, звонкой, многокрасочной пионерской жизни /Сост. В.Яковлев; Предисл. Л.Тимофеевой. — М.: Мол. гвардия, 1987. — 159 с.,ил. — Для тех, кто работает с пионерами (Библиотечка вожатого).
- Газман О. Коммунарская идея ждёт //УГ. — 1988. — 26 мар.
- Гаманин О. Коммунарская эстафета //УГ. — 1988. — 7 мая.
- Газман О. С. Когда решаются на поиск. Вожатый. — 1988. — № 9, с.12-13.
- Газман О. С. Как пионерам учиться демократии. Пионер. — 1988. — № 9, с.18-20.
- Газман О. Реализм целей //УГ. 1988. — 24 нояб.
- Газман О. С. В основе — культура //УГ. — 1988. — 13 дек.
- Газман О. С. «Академия» и «клуб» //УГ. — 1988. — 15 дек.
- Газман О. С. Социально-педагогические аспекты развития /коммунарской методики/. Сов. педагогика. — 1988. — № 5, с.70-75.
- Газман О. С., Баянкина З. В., Григорьев В. Г.и др. Каникулы: игра, воспитание: О педагогическом руководстве игровой деятельностью школьников: Кн. для учителя / Под ред. О. С. Газмана. — М.: Просвещение, 1988. — 160 с.
- Газман О. С. Базовая культура и самоопределение личности / Базовая культура личности: теоретические и методические проблемы /Сб. науч. тр. под ред. О. С. Газмана. — М.: Изд. АПН СССР, 1989, с.5-11.
- Газман О. С. Проблемы развития коммунаркой методики / Коммунарская методика как феномен педагогической действительности: Материалы заседания Научного Совета «Проблемы интеграции психолого-педагогической науки и школьной практики» (30 ноября — 1 декабря 1987 года, г. Москва) /Под ред. А. Г. Кирпичника, Н. Л. Селивановой. — Кострома, 1989, с.12-22.
- Газман О. Нужен ли сегодня коллектив? //Ленинец (г. Липецк). — 1989. — 26 авг.
- Газман О. С. Воспитание: цели, средства, перспективы. — В кн.: Новое педагогическое мышление /Сб. под ред. А. В. Петровского. — М.: Педагогика, 1989, с.221-237.
- Газман О. С. Демократия и воспитание. — В кн.: Педагогика наших дней /Сост. В. П. Бедерханова. — Краснодар: Кн. изд-во, 1989, с.170-200.
- Газман О. С. Гуманизм и свобода // Гуманизация воспитания в современных условиях. — М., 1990
- Газман О. С. Демократию — школьникам. — В кн.: Воспитание гражданина в советской школе /Под ред. Г. Н. Филонова. — М.: Педагогика, 1990, с.137-157.
- Газман О. С. Общественное гражданское воспитание: взгляд в будущее. Сов. педагогика. — 1990. — № 7, с.38-44. 56 57
- Газман О. С. Место классного воспитателя в системе воспитания учащихся. — В науч.- метод. сб. Школьный класс: проблемы и решения /Под ред. Н. Л. Селивановой. — М.: НМЦ «Воспитательная система школы», 1991, с.123-129.
- Газман О. С. Концептуальные основы содержания деятельности классного руководи- теля (классного воспитателя). — Вестник образования. — 1991. — № 8, с.2-40.
- Газман О. С., Иванов А. В. Система работы классного руководителя (классного вос- питателя). — М.: ВТК «Классный воспитатель», 1991.
- Газман О. С., Иванов А. В. Памятка освобождённому классному руководителю (классному воспитателю). — М.: ВТК «Классный воспитатель», 1991.
- Газман О. С., Харитонова Н. Е. В школу — с игрой: Кн. для учителя. — М.: Просвещение, 1991. — 96 с.: ил.
- Газман О. Зачем гаврошам баррикады? Проживёт ли советская школа без многопартийности //КП. — 1991. — 26 июня.
- Газман О. С., Иванов А. В. О некоторых итогах I этапа эксперимента «Содержание и условия деятельности освобождённого классного руководителя (классного воспитателя)». — Вестник образования. — 1992. — № 1, с.2-26.
- Газман О. «Живи для улыбки товарища!» («Орлёнок»: 1963—1966) //УГ. — 1992. — 18 февр. (№ 7).
- Газман О. С. Профессия — гуманист: О введении новой должности в российских школах. Директор школы. — 1993. — № 1, с.40-47.
- Газман О. Воспитай собственника! Меняется мировоззрение — должна меняться и педагогика //ПС. — 1993. — 13 февр. (№ 18).
- Газман О. С. Путешествие к антиподам: Дневник — Австралия //ПС. — 1993. — 12 сент. (№ 56), 18 сент.(№ 58), 21 сент.(№ 59).
- Газман О. Воспитатель: статья. — Российская педагогическая энциклопедия. т.1. — М.: Научное издательство "Большая Российская Энциклопедия. 1993, с.168-169.
- Газман О. Гражданское воспитание: статья. — Российская педагогическая энциклопедия. т.1. — М.: Научное издательство "Большая Российская Энциклопедия. 1993, с.224-225.
- Газман О. Детские игры: статья. — Российская педагогическая энциклопедия. т.1. — М.: Научное издательство "Большая Российская Энциклопедия. 1993, с.256-259.
- Газман О. Коммунарская методика: статья. — Российская педагогическая энциклопедия. т.1. — М.: Научное издательство "Большая Российская Энциклопедия. 1993, с.453-458.
- Газман О. Гуманизм и свобода //ПС. — 1995. — 24 янв. (№ 9).
- Газман О. Всестороннее, разностороннее или гармоничное: Размышления о целях образования // ПС. — 1995. — 6 апр. (№ 39).
- Газман О. С. Самоопределение: статья. — Новые ценности образования: тезаурус для учителей и школьных психологов. — 1995, с.81-82.
- Газман О. С. Свобода: статья //Новые ценности образования: тезаурус для учителей и школьных психологов. — М.: 1995, с.83-86.
- Газман О. С. Самоопределение: статья // Новые ценности образования: тезаурус для учителей и школьных психологов. — М., 1995. С.82
- Газман О. С. От авторитарного образования к педагогике свободы // Новые ценности образования. № 2. — М., 1995.С. 16-45
- Газман О. С., Вейсс Р. М., Крылова Н. Б. От авторитарного образования к педагогике свободы// Новые ценности образования. Вып.2: Содержание гуманистического образования. — M.:1995, с.16-45.
- Газман О. С. Педагогическая поддержка детей в образовании как инновационная проблема //Новые ценности образования: десять концепций и эссе. — M.:1995, с.58-63.
- Газман О. С. Гуманизм и свобода (Введение в гуманистическую педагогику). — В кн.: Гуманизация воспитания в современных условиях /Сб. под ред. О. С. Газмана, И. А. Костенчука. — М.: Институт педагогических инноваций РАО, 1995, с.3-13.
- Газман О. Потери и обретения: Воспитание в школе после десяти лет перестройки // ПС. — 1995. — 21 ноября (№ 119)
- Газман О. Мой друг Владимир Матвеев // Педагогический калейдоскоп. — 1995 (№ 27)
- Газман О. С. Потери и обретения в воспитании после 10 лет перестройки. — В кн.: Воспитание и педагогическая поддержка детей в образовании: Материалы всероссийской конференции /Под ред. члена-корреспондента РАО О. С. Газмана. — М.: УВЦ «Инноватор»- 1996, с.4-25
- Газман О. С. Педагогика свободы: путь в гуманистическую цивилизацию XXI века.// Новые ценности образования. Вып.6: Забота, поддержка, консультирование (сборник посвящается Олегу Семёновичу Газману и его основным идеям — свободе ребёнка и педагогической поддержке). — M.:1996, с.10-38.
- Газман О. Педагогика свободы? Педагогика необходимости // УГ. — 1997. — 13 мая (№ 18).
- Газман О. С. «Болезнь новизны» в образовании: российский и американский варианты // Народное образование. — 2001. -№ 1. — С. 111—113
- Газман О. С. Неклассическое воспитание: От авторитарной педагогики к педагогике свободы. М.:МИРОС, 2002. 296 с.